# Richard de Bienfaite
Richard de Bienfaite (* vor 1035; † April 1090), auch genannt Richard of Tonbridge, Richard de Clare oder Richard Fitz Gilbert, war Seigneur de Bienfaite et d’Orbec, später Lord of Clare and Tonbridge. Er war einer der wichtigsten anglonormannischen Barone und einer der Berater Wilhelm des Eroberers.

## Leben
Er war der Sohn von Gilbert de Brionne († 1040), Graf von Eu und vielleicht auch Graf von Brionne. Sein Vater war kurze Zeit der Vormund Wilhelms während dessen unruhiger Minderjährigkeit. Nachdem Gilbert de Brionne 1040 oder Anfang 1041 von Robert Giroie und Raoul de Gacé ermordet worden war, wurden seine beiden Söhne Richard und Baudouin nach Flandern gebracht und – unter Verlust ihres Besitzes in der Normandie – dem Schutz der Grafen Balduin V. unterstellt. Nach etwa 15 Jahren Exil kehrten Richard und Baudouin anlässlich der Hochzeit Herzog Wilhelms II. mit Mathilde, der Tochter Graf Balduins in die Normandie zurück, wo ihnen Herzog Wilhelm auf Bitten seines Schwiegervaters Balduin von Flandern mehrere Orte übertrug: Meules und Le Sap für Baudouin sowie Bienfaite und Orbec für Richard. Brionne hingegen blieb im Besitz des Herzogs, trotzdem galten die beiden Brüder seitdem als enge Gefolgsmänner des Herzogs.
Richard gehörte mit zu dem Rat, mit dem der Herzog im Frühjahr 1066 in Bonneville-sur-Touques über eine Eroberung Englands beriet, aber es gibt keine Belege, dass er selbst an der Invasion und an der Schlacht von Hastings teilgenommen hat. Er wurde jedoch bald wieder als Zeuge von königlichen Urkunden genannt und Wilhelm erhielt reichen Grundbesitz in England. Er erhielt 176 Güter vor allem in Suffolk sowie sieben weiteren Grafschaften. 95 dieser Güter in Suffolk bildeten die Honour der Familie Clare, ein für die Zeit unüblich umfangreiches Gebiet in der Hand eines Herrn. In Kent errichtete er Tonbridge Castle, in Suffolk Clare Castle. 1086 wird er im Domesday Book als der Baron erwähnt, der unter den Reichen des Landes an neunter Stelle steht. Ein Teil seiner Ländereien war vorher im Besitz des Bistums Rochester und des Erzbistums Canterbury gewesen, weshalb Richard in Streit mit Erzbischof Lanfranc geriet, der erst von seinem Sohn Gilbert beigelegt wurde.
Als 1075 der Aufstand der Grafen Ralph de Guader, Earl of Norfolk und Suffolk, Roger de Breteuil, 2. Earl of Hereford, ausbrach, waren Richard und William de Warenne, 1. Earl of Surrey von König Wilhelm als Regenten Englands (Joint Chief Justiciar) eingesetzt worden. Mit Unterstützung von Odo von Bayeux und Geoffroy de Montbray konnten sie die Rebellen in einer Schlacht bei Fagaduna, vermutlich beim heutigen Beachamwell in Norfolk schlagen. Ordericus Vitalis berichtet, dass den Unterlegenen der rechte Fuß amputiert wurde. Ralph de Guader konnte flüchten, doch seine Frau Emma widerstand mit einigen Getreuen einer dreimonatigen Belagerung von Norwich Castle, ehe sie sich auf freiem Abzug ergab und zu ihrem Mann in die Bretagne ging.
Richard de Bienfaite wurde in St Neots (Cambridgeshire), der von seiner Frau gestifteten Priorei bestattet. Der Abtei Le Bec hinterließ er großzügige Stiftungen. Wie in den meisten Erbfällen der ersten anglonormannischen Generation folgte ihm sein ältester Sohn Roger in der Besitzungen in der Normandie, während der jüngere Gilbert de Clare den englischen Besitz erhielt.
Richard de Bienfaite ist der Gründe einer der mächtigsten Familien Englands, der Clares, deren Angehörige Earls of Hertford, Pembroke und Gloucester wurden.

## Nachkommen
Er heiratete Rohese Giffard († nach 1113), Tochter von Gautier Giffard, Seigneur de Longueville (Haus Giffard), und Ermengarde, Tochter von Gérard Flaitel und Schwester von Guillaume Flaitel, dem Bischof von Évreux – eine angeblich durch den König arrangierte Ehe. Rohese war die Schwester von Walter Giffard, 1. Earl of Buckingham (seit 1097). Ihre Mitgift bestand aus Gütern in Huntingdonshire und Hertfordshire. Ihre Kinder waren:
1. Roger († nach 1131), Seigneur de Bienfaite et d’Orbec
2. Rohese de Clare († 1121) ⚭ Eudes de Rye, Seneschall (Dapifer)
3. Gilbert († um 1117) Lord of Clare and Tonbridge, später Cardigan
4. Robert († 1137), Lord of Little Dunmow (Essex), ⚭ Mathilde, Tochter von Simon I. de Senlis
5. Gautier († 1138), Lord of Nether Gwent (Südwales), ⚭ Isabelle, Tochter von Ralph de Tosny[11]
6. Avice, ⚭ Raoul de Fougères (Haus Fougères)
7. Richard († 1107), Mönch in der Abtei Le Bec (Frankreich), nach 1100 Abt von Ely (England)
8. Adèlise († nach 1125), ⚭ Gautier II. Tirel, Seigneur de Poix, der durch einen Jagdunfall den König Wilhelm II. tötete
9. Tochter; ⚭ Raoul de Tillières, Seigneur de Tillières;
10. Tochter; ⚭ Baudry Le Teutonique (Haus Courcy)